# Xã Scioto, Quận Ross, Ohio
Xã Scioto (: Scioto Township) là một xã thuộc quận Ross, tiểu bang Ohio, Hoa Kỳ. Năm 2010, dân số của xã này là 27.721 người.